# Mick Whitnall
Mick Whitnall  (né le 7 novembre 1968) est un musicien Anglais originaire de Doncaster. Il est connu pour avoir participé au groupe Skin Deep (Soul/ Power pop) à la fin des années 80, puis au groupe The 100 Men (Ska/Rocksteady). Il est par la suite devenu le mentor de Pete Doherty  et  guitariste du groupe Babyshambles.